# Arnold Gaskonjski
Arnold (Arnaut, Arnaud) (u. 864.) je bio grof Fézensaca i kratkotrajni vojvoda Gaskonje 864. godine. Bio je sinom Emenona, grofa Poitiersa, Périgorda i Angoulêmea i Sanche, kćeri Sancha Sáncheza Gaskonjskog. Polagao je pravo na Gaskonju nakon ujčeve smrti.
863. ga je kralj Karlo Ćelavi postavio za grofa Angoulêmea i Bordèua (comes Burdagalensis). Iduće godine postao je vojvodom dok je branio gaskonjsku granicu, no za nekoliko mjeseci poginuo je u borbama s Normanima.